# Koei Tecmo
Koei Tecmo Holdings Co., Ltd. (コーエーテクモホールディングス株式会社 Kōē Tekumo Hōrudingusu Kabushiki-gaisha?), es una compañía creada en 2009 a partir de la fusión de las compañías desarrolladoras de videojuegos y distribuidoras japonesas Tecmo y Koei.
Koei Europe cambió su nombre a Tecmo Koei Europe, Ltd y ahora lanza los videojuegos bajo el nuevo nombre. En enero de 2010, Tecmo, Inc. y Koei Corporation se fusionaron en Tecmo Koei America Corporation. Tecmo ha sido declarado disuelta en Japón, a partir del 1 de abril de 2010. Koei Canada, Inc. ha cambiado su nombre a Tecmo Koei Canada, Inc. y Tecmo Koei Canada, Inc. cambió su nombre a Koei Tecmo Canada, Inc.
Las continuas pérdidas de capital hicieron que se solicitara en noviembre de 2010 la renuncia de Kenji Matsubara, el expresidente y director ejecutivo de Tecmo Koei Holdings (Actualmente Koei Tecmo Holdings) y Tecmo Koei Games (Actualmente Koei Tecmo Games). Yoichi Erikawa - cofundador de Koei - se hizo cargo de las cuatro posiciones abandonadas por Kenji Matsubara.

## Subsidiarias actuales

### Team Ninja
Team Ninja (oficialmente Team NINJA) es un estudio de desarrollo de videojuegos de acción propiedad de Tecmo fundado en 1995. Fue dirigido anteriormente por Tomonobu Itagaki y es conocido sobre todo por las series Dead or Alive y Ninja Gaiden.

### Omega Force
Omega Force (ω-Force) es una desarrolladora de videojuegos de Tecmo Koei que es conocida por su serie Dynasty Warriors. Además, también ha desarrollado juegos como One Piece: Pirate Warriors, Trinity: Souls of Zill O’ll, WinBack, Bladestorm: The Hundred Years' War y Fist of the North Star: Ken's Rage.

### Ruby Party
Ruby Party está especializada en juegos etiquetados como «NeoRomance»: simuladores de citas otome, por lo general con misiones secundarias extras. Fuera de las tres series «NeoRomance», el más conocido es Angelique, que ha estado en producción desde 1994. Harukanaru Toki no Naka de es el éxito «NeoRomance» más reciente, con varias secuelas y una serie de anime basada en él. El último juego de la serie, La Corda d'Oro, está ganando popularidad en parte debido a la serie manga en la que se basa. Gracias a su popularidad se realizó una serie de televisión de anime que comenzó a emitirse en octubre de 2006. También hay una secuela que fue lanzada para PlayStation 2 en marzo de 2007.

### Gust
Gust fue fundado en 1993 como un estudio independiente. Koei Tecmo lo compró en 2011 y lo absorbió en 2014. Gust desarrolla principalmente los videojuegos de rol de las series Atelier y Ar Tonelico y, más recientemente, la serie Nights of Azure y el videojuego Blue Reflection.

### Kou Shibusawa
Kou Shibusawa (oficialmente KOU SHIBUSAWA) fue creada tras la reestructuración de la empresa en 2016. Se encarga de series y juegos con ambientación histórica, como Nobunaga's Ambition o Romance of the Three Kingdoms.

### midas
midas es un estudio creado en 2017 para el desarrollo de títulos para móviles.

## Subsidiarias anteriores

### Team Tachyon
Team Tachyon es un estudio japonés de desarrollo de videojuegos de Tecmo fundado en 2007. Al igual que Team Ninja, el grupo se formó para desarrollar juegos de alto nivel, algunos de los cuales están relacionados con franquicias clásicas de Tecmo Koei. La compañía dice que eligió el nombre, «Team Tachyon», ya que un taquión es una partícula que supera la velocidad de la luz. Los miembros clave incluyen a productores de Tecmo como Keisuke Kikuchi (Rygar, Fatal Frame) y Kohei Shibata.
El Team Tachyon ha ayudado en el desarrollo del juego Rygar: The Battle of Argus para Wii, ha publicado Undead Knights para PlayStation Portable, y Quantum Theory para PlayStation 3 y Xbox 360, lanzado en 2010.
Tras la reestructuración de 2016, Team Tachyon desaparece.

## Videojuegos destacados
- Serie Atelier
- Serie One Piece: Pirate Warriors
- Serie Shingeki no Kyojin
- Serie Hyperdimension Neptunia
- Serie Dead or Alive
- Serie Dynasty Warriors
- Serie Ninja Gaiden
- Serie Nobunaga's Ambition
- Serie Project Zero
- Serie Hyrule Warriors
- Fire Emblem Warriors
- Fire Emblem: Three Houses (codesarrollado junto a Intelligent Systems)
- Persona 5 Scramble: The Phantom Strikers